# Häggenås
Häggenås is een klein dorp in Zweden in het landschap Jämtland en de provincie Jämtlands län, gemeente Östersund. De plaats heeft 351 inwoners (2005) en een oppervlakte van 74 hectare.
Het ligt aan de vroegere Zweedse Rijksweg 45, thans Europese weg 45, die hier de toeristische spoorlijn Inlandsbanan kruist. De Inlandsbanan, die gewoonlijk parallel langs de snelweg loopt, is al een tijdje uit het zicht geweest (Noord-Zuid). Komend vanuit Hammerdal heb je zo'n 40 km kaarsrechte weg achter de rug.
Goedbeschouwd kan Häggenås als een van de voorsteden van Östersund genoemd worden.